# Torneig de les Tres Nacions 2002
El Torneig de les Tres Nacions de l'any 2002, fou la setena edició d'aquesta competició, realitzada entre el 13 de juliol i el 17 d'agost. Els All Blacks tornarien a vèncer, conquistant el seu quart títol.

## Classificació
| Nació        | Partits | Partits  | Partits  | Partits | Punts   | Punts     | Punts      | Bonus | Taula de punts |
| Nació        | jugats  | guanyats | empatats | perduts | a favor | en contra | difèrencia | Bonus | Taula de punts |
| ------------ | ------- | -------- | -------- | ------- | ------- | --------- | ---------- | ----- | -------------- |
| Nova Zelanda | 4       | 3        | 0        | 1       | 97      | 65        | +32        | 3     | 15             |
| Austràlia    | 4       | 2        | 0        | 2       | 91      | 86        | +5         | 3     | 11             |
| Sud-àfrica   | 4       | 1        | 0        | 3       | 103     | 140       | −37        | 3     | 7              |

## Resultats
|                      |                                                        |            |                                                  |                     |                                                          |
| 13 de juliol de 2002 |                                                        |            |                                                  |                     |                                                          |
|                      |                                                        |            |                                                  |                     |                                                          |
| 19:35 NZST (UTC+12)  |                                                        |            |                                                  |                     |                                                          |
|                      | Nova Zelanda                                           | 12 – 6     | Austràlia                                        |                     | Jade Stadium, Christchurch, Nova Zelanda                 |
|                      |                                                        | (D: 6–3)   |                                                  |                     | Àrbitre Jonathan Kaplan (Sud-àfrica)                     |
|                      | Pen: Mehrtens (4)                                      |            | Pen: Burke (2)                                   |                     |                                                          |
|                      |                                                        |            |                                                  |                     |                                                          |
| 20 de juliol de 2002 |                                                        |            |                                                  |                     |                                                          |
|                      |                                                        |            |                                                  |                     |                                                          |
| 19:35 NZST (UTC+12)  |                                                        |            |                                                  |                     |                                                          |
|                      | Nova Zelanda                                           | 41 – 20    | Sud-àfrica                                       |                     | WestpacTrust Stadium, Wellington, Nova Zelanda           |
|                      |                                                        | (D: 21–13) |                                                  |                     | Àrbitre Stuart Dickinson (Australia)                     |
|                      | Assaigs: Hammett, Howlett, Marshall, Robertson, Thorne |            | Assaigs: Greeff, Joubert                         |                     |                                                          |
|                      | Conversions: Mehrtens (2)                              |            | Conversions: Pretorius (2)                       |                     |                                                          |
|                      | Pen: Mehrtens (3)                                      |            | Pen: Pretorius                                   |                     |                                                          |
|                      | Drop Goals: Mehrtens                                   |            | Drop Goals: Greeff                               |                     |                                                          |
|                      |                                                        |            |                                                  |                     |                                                          |
| 27 de juliol de 2002 |                                                        |            |                                                  |                     |                                                          |
|                      |                                                        |            |                                                  |                     |                                                          |
| 20:00 AEST (UTC+10)  |                                                        |            |                                                  |                     |                                                          |
|                      | Austràlia                                              | 38 – 27    | Sud-àfrica                                       |                     | The Gabba, Brisbane, Austràlia                           |
|                      |                                                        | (D: 27–10) |                                                  |                     | Àrbitre Steve Lander (Anglaterra)                        |
|                      | Assaigs: Latham (2), Tune, Mortlock                    |            | Assaigs: Joubert (2), Skinstad, Russell          |                     |                                                          |
|                      | Conversions: Burke (3)                                 |            | Conversions: Pretorius (2)                       |                     |                                                          |
|                      | Pen: Burke (3), Mortlock                               |            | Pen: Pretorius                                   | attendance = 37,258 |                                                          |
|                      |                                                        |            |                                                  |                     |                                                          |
| 3 d'agost de 2002    |                                                        |            |                                                  |                     |                                                          |
|                      |                                                        |            |                                                  |                     |                                                          |
| 20:00 AEST (UTC+10)  |                                                        |            |                                                  |                     |                                                          |
|                      | Austràlia                                              | 16 – 14    | Nova Zelanda                                     |                     | Telstra Stadium, Sydney, Austràlia                       |
|                      |                                                        | (D: 8–3)   |                                                  |                     | Àrbitre Andre Watson (Sud-àfrica)                        |
|                      | Assaigs: Rogers, Sharpe                                |            | Assaigs: McCaw                                   |                     |                                                          |
|                      | Pen: Burke (2)                                         |            | Pen: Mehrtens (3)                                |                     |                                                          |
|                      |                                                        |            |                                                  |                     |                                                          |
| 10 d'agost de 2002   |                                                        |            |                                                  |                     |                                                          |
|                      |                                                        |            |                                                  |                     |                                                          |
| 15:00 SAST (UTC+02)  |                                                        |            |                                                  |                     |                                                          |
|                      | Sud-àfrica                                             | 23 – 30    | Nova Zelanda                                     |                     | ABSA Stadium, Durban, Sud-àfrica                         |
|                      |                                                        | (D: 17–17) |                                                  |                     | Àrbitre Dave McHugh (Irlanda)/ Chris White (Anglaterra)1 |
|                      | Assaigs: de Kock, Pretorius                            |            | Assaigs: Howlett, MacDonald, Mauger, penalty try |                     |                                                          |
|                      | Conversions: Pretorius (2)                             |            | Conversions: Mehrtens (2)                        |                     |                                                          |
|                      | Pen: Pretorius (2)                                     |            | Pen: Mehrtens (2)                                |                     |                                                          |
|                      | Drop Goals: Pretorius                                  |            |                                                  |                     |                                                          |
|                      |                                                        |            |                                                  |                     |                                                          |
| 17 d'agost de 2002   |                                                        |            |                                                  |                     |                                                          |
|                      |                                                        |            |                                                  |                     |                                                          |
| 15:00 SAST (UTC+02)  |                                                        |            |                                                  |                     |                                                          |
|                      | Sud-àfrica                                             | 33 – 31    | Austràlia                                        |                     | Ellis Park, Johannesburg, Sud-àfrica                     |
|                      |                                                        | (D: 14–9)  |                                                  |                     | Àrbitre Paddy O'Brien (Nova Zelanda)                     |
|                      | Assaigs: Paulse (2), Greeff, Russell, van Niekerk      |            | Assaigs: Kefu, Cannon, Rogers                    |                     |                                                          |
|                      | Conversions: Greeff (4)                                |            | Conversions: Burke (2)                           |                     |                                                          |
|                      |                                                        |            | Pen: Burke (3)                                   |                     |                                                          |
|                      |                                                        |            | Drop Goals: Gregan                               |                     |                                                          |

¹ McHugh va haver de ser substituït en el minut 43 després que un aficionat de Sud-àfrica borratxo, Pieter van Zyl, va saltar al terreny de joc i el va placar, deixant McHugh amb una espatlla dislocada i haver de ser retirat del terreny de joc. Fou reemplaçat per Chris White.